# Crossing Lines
Crossing Lines è una serie televisiva poliziesca ideata da Edward Allen Bernero e distribuita dal 2013 e conclusa nel 2015.
La serie vanta il medesimo team per le prime 2 stagioni con una trama orizzontale condivisa che però viene bruscamente interrotta con il recasting della terza stagione.

## Trama
Un'unità speciale anti-crimine internazionale, i cui membri provengono dalle forze di polizia di varie parti del mondo, agisce per contrastare la dilagante criminalità che si sta sviluppando in Europa.

## Episodi
| Stagione         | Episodi | Pubblicazione originale | Pubblicazione Italia |
| ---------------- | ------- | ----------------------- | -------------------- |
| Prima stagione   | 10      | 2013                    | 2013                 |
| Seconda stagione | 12      | 2014                    | 2015                 |
| Terza stagione   | 12      | 2015                    | 2016                 |

## Personaggi e interpreti

### Personaggi principali
- Carl Hickman (stagione 1-2), interpretato da William Fichtner, doppiato da Francesco Prando.
- Michel Dorn (stagione 1-3), interpretato da Donald Sutherland, doppiato da Dario Penne.
- Louis Daniel (stagione 1-2), interpretato da Marc Lavoine, doppiato da Massimo Corvo.
- Sebastian Berger (stagione 1-3), interpretato da Tom Wlaschiha, doppiato da Marco Vivio.
- Eva Vittoria (stagione 1-2), interpretata da Gabriella Pession, doppiata da se stessa nella prima stagione e da Selvaggia Quattrini nella seconda stagione.
- Tommy McConnel (stagione 1-2), interpretato da Richard Flood, doppiato da Stefano Crescentini.
- Anne-Marie San (stagione 1), interpretata da Moon Dailly, doppiata da Federica De Bortoli.
- Arabela Seeger (stagione 2-in corso, ricorrente 1), interpretata da Lara Rossi.
- Marco Costante (stagione 3), interpretato da Goran Višnjić.
- Carine Strand (stagione 3), interpretata da Elizabeth Mitchell.
- Ellie Delfont-Bogard (stagione 3), interpretata da Naomi Battrick.
- Luke Wilkinson (stagione 3), interpretato da Stuart Martin.

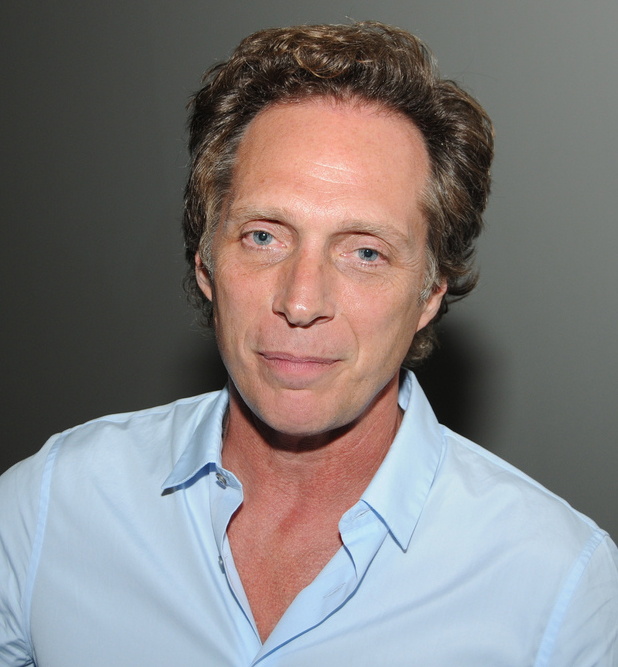
William Fichtner interpreta Carl Hickman
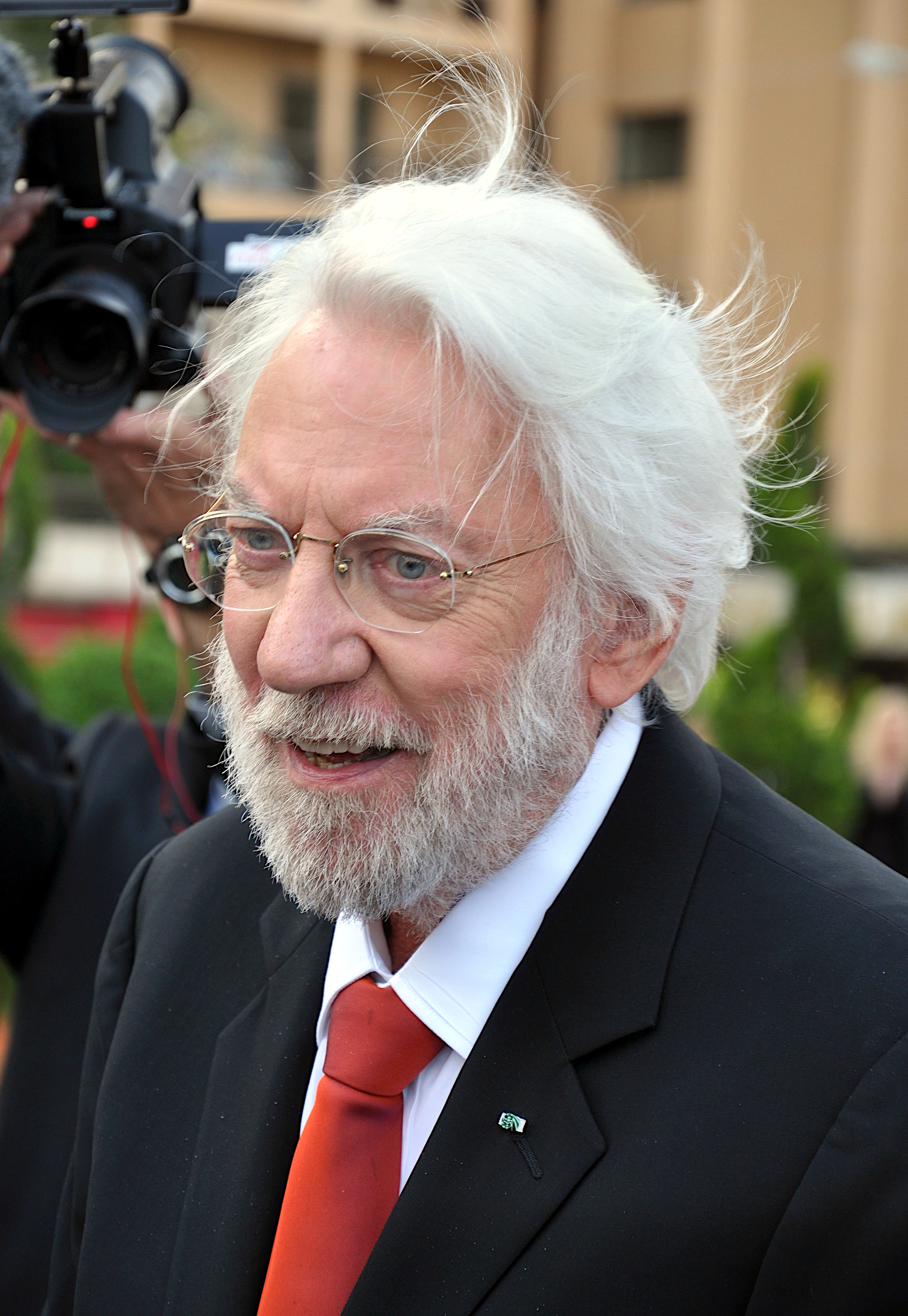
Donald Sutherland interpreta Michel Dorn
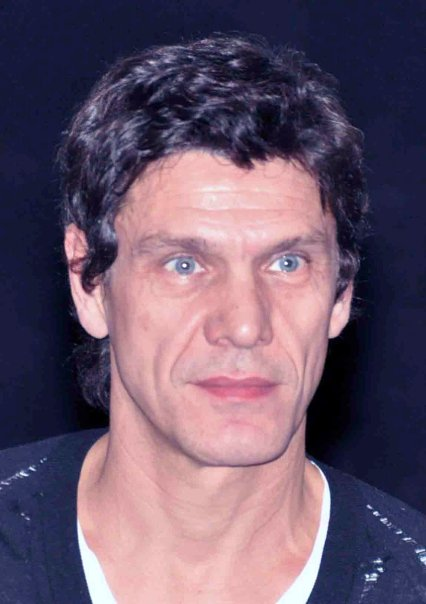
Marc Lavoine interpreta Louis Daniel
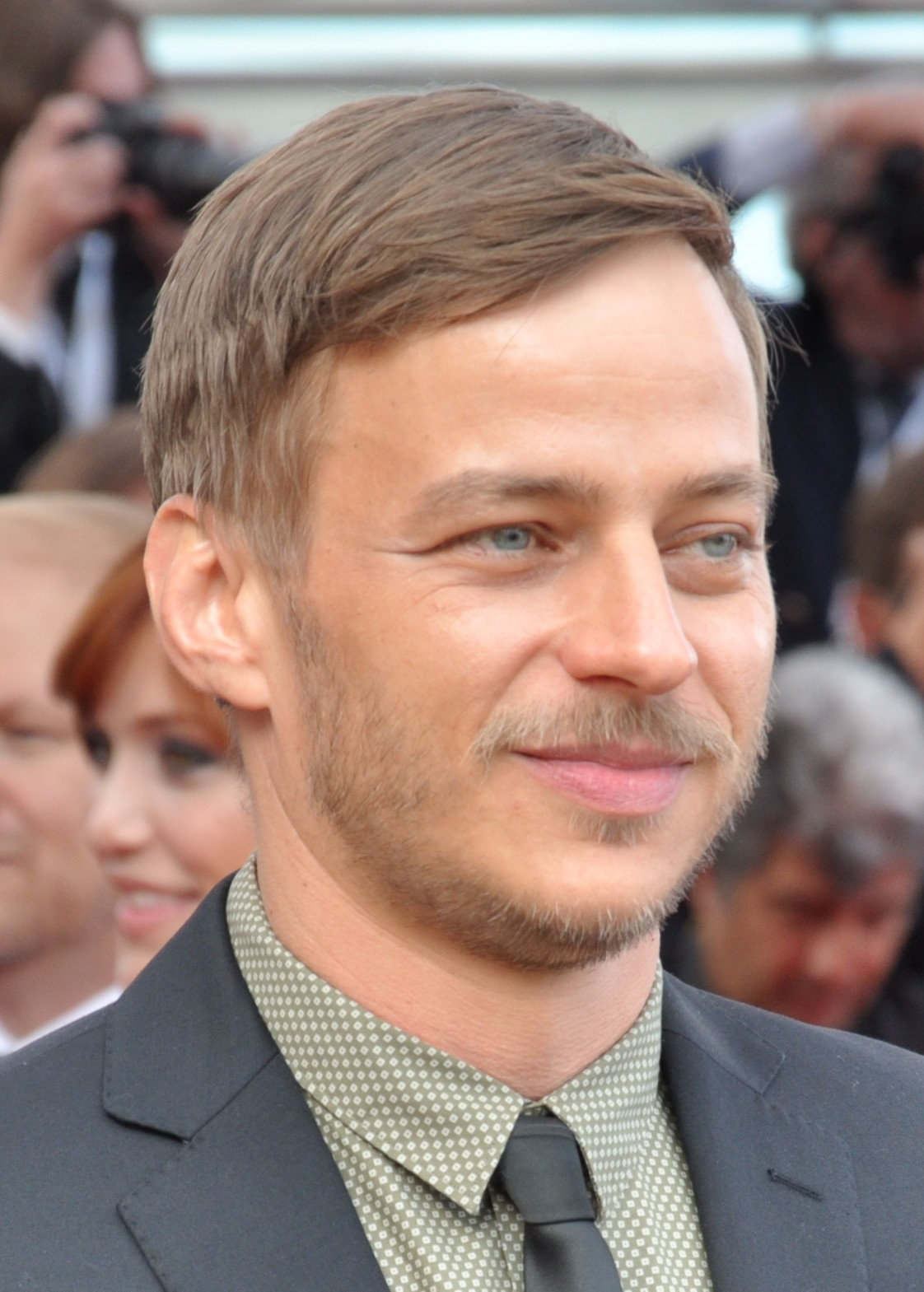
Tom Wlaschiha interpreta Sebastian Berger
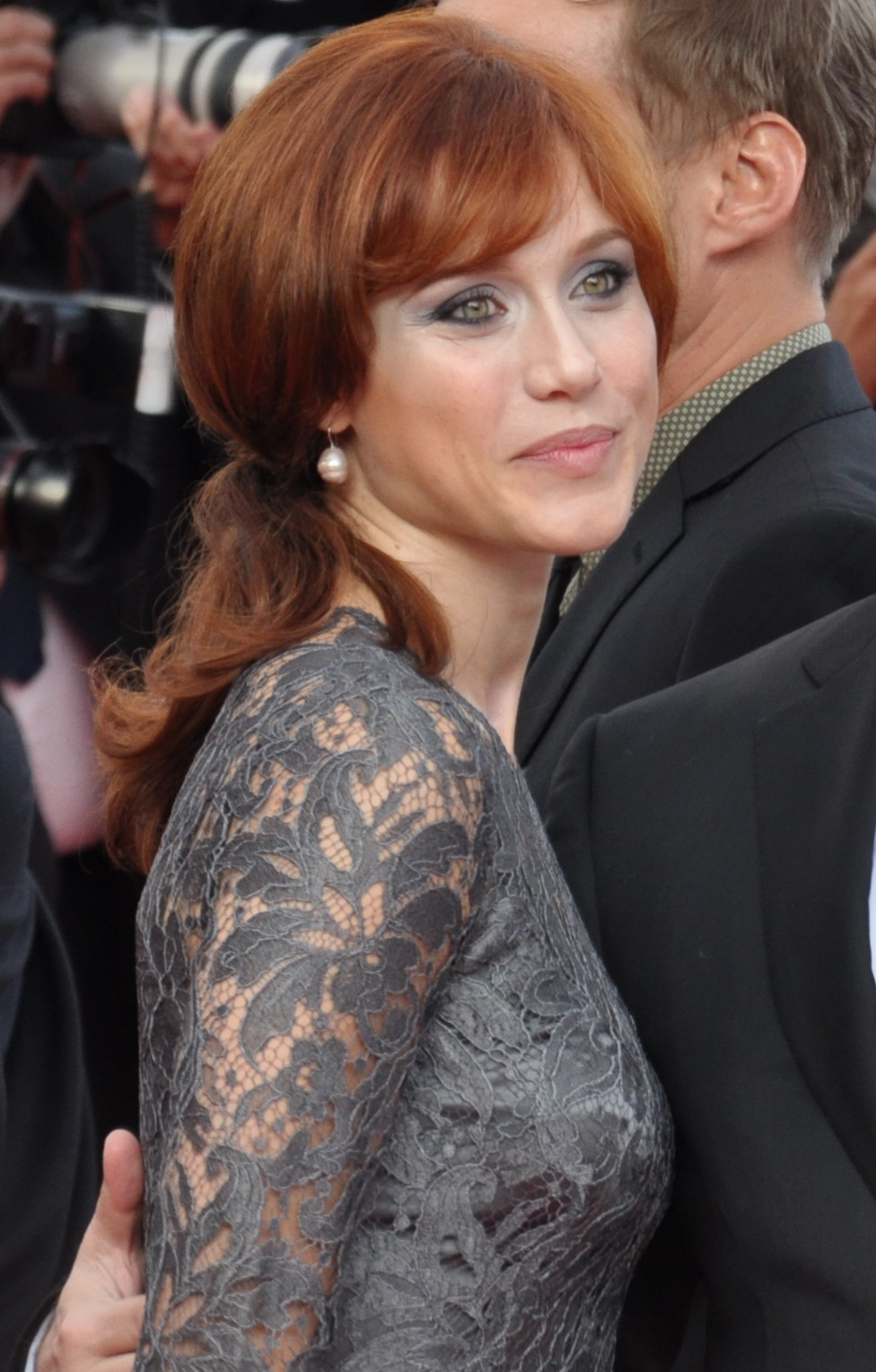
Gabriella Pession interpreta Eva Vittoria
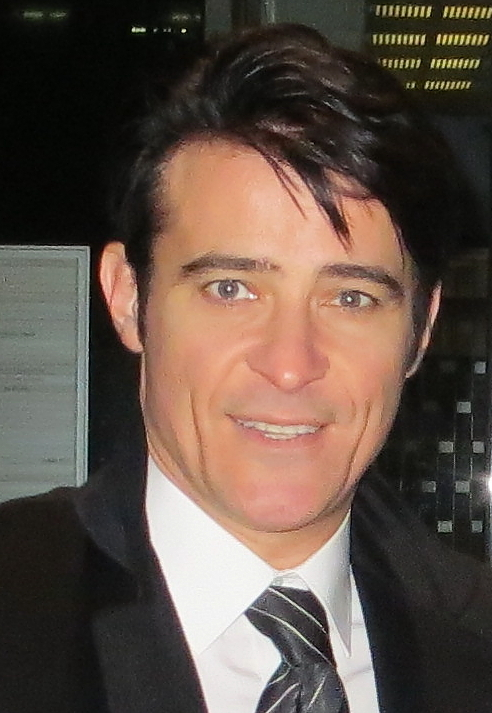
Goran Višnjić interpreta Marco Costante
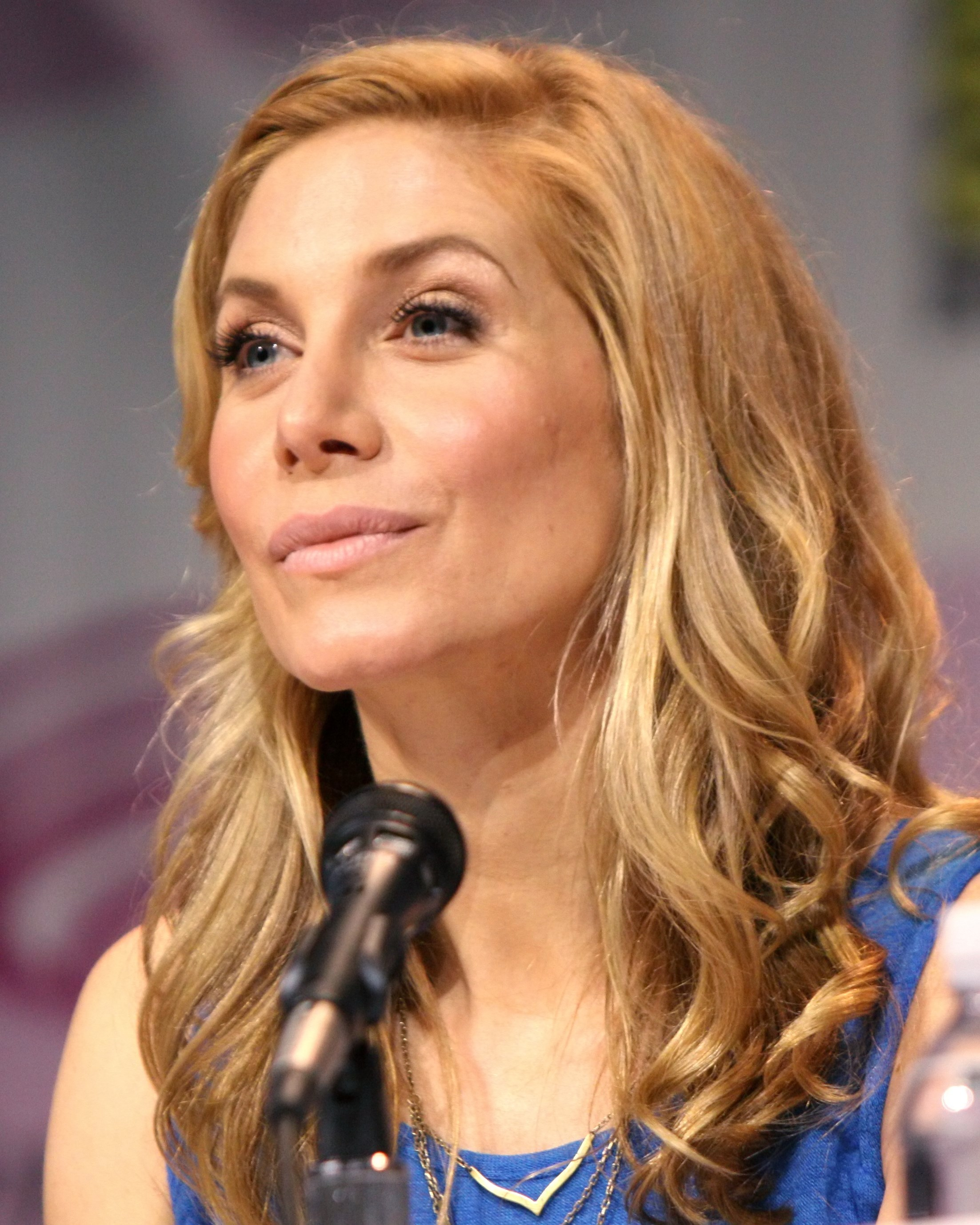
Elizabeth Mitchell interpreta Carine Strand

## Distribuzione
La serie ha debuttato in anteprima mondiale su Rai 2 il 14 giugno 2013, mentre negli Stati Uniti la prima stagione è stata trasmessa dal seguente 23 giugno dalla NBC, che ha poi rinunciato a trasmettere le stagioni successive. La seconda stagione è stata distribuita per la prima volta online attraverso il servizio di video on demand Amazon Instant Video, nel Regno Unito, il 15 agosto 2014, e in Italia dal 22 ottobre 2015 su Netflix.
La terza stagione è in onda in prima visione in Sud Africa dal 15 settembre 2015 su Sony Channel.